# Norberto Corella Gil Samaniego
Norberto Corella Gil Samaniego (Agua Prieta, Sonora - Banámichi, Sonora, 7 de abril de 2004) fue un político mexicano, miembro del Partido Acción Nacional, se desempeñó como diputado Federal y senador.

## Biografía
Norberto Corella era egresado del Instituto Tecnológico y de Estudios Superiores de Monterrey, fue empresario y miembro del PAN desde 1962, en 1965 fue candidato a Gobernador de Baja California y en 1968 a Presidente Municipal de Mexicali, en esta última elección siempre reclamó para sí la victoria y denunció que no le fue reconocida por el gobierno. Se retiró parcialmente de la política para dedicarse a sus negocios, volvió activamente en la década de los 1980s, y participó de las protestas por los fraudes denunciados por el PAN en diversas elecciones estatales y en las Presidenciales de 1988, fue miembro de la dirigencia nacional del PAN que encabezaba Luis H. Álvarez.
Fue diputado federal a la LIV Legislatura de 1988 a 1991 y senador de la República de 1994 a 2000, al término de este cargo se retiró de la actividad pública hasta su muerte.
- Datos: Q6044784